# Ельвкарлебю (комуна)
Комуна Ельвкарлебю (швед. Älvkarleby kommun) — адміністративно-територіальна одиниця місцевого самоврядування, що розташована в лені Уппсала у центральній Швеції на узбережжі Ботнічної затоки.
Ельвкарлебю 244-а за величиною території комуна Швеції. Адміністративний центр комуни — місто Скутшер.

## Населення
Населення становить 9 082 чоловік (станом на вересень 2012 року). 
| Кількість населення комуни Ельвкарлебю за 1970-2010 роки | Кількість населення комуни Ельвкарлебю за 1970-2010 роки | Кількість населення комуни Ельвкарлебю за 1970-2010 роки | Кількість населення комуни Ельвкарлебю за 1970-2010 роки | Кількість населення комуни Ельвкарлебю за 1970-2010 роки |
| -------------------------------------------------------- | -------------------------------------------------------- | -------------------------------------------------------- | -------------------------------------------------------- | -------------------------------------------------------- |
| Рік                                                      |                                                          |                                                          | Населення                                                |                                                          |
| 1970                                                     | 1970                                                     |                                                          | 10 279                                                   | 10 279                                                   |
| 1975                                                     | 1975                                                     |                                                          | 9 947                                                    | 9 947                                                    |
| 1980                                                     | 1980                                                     |                                                          | 9 736                                                    | 9 736                                                    |
| 1985                                                     | 1985                                                     |                                                          | 9 270                                                    | 9 270                                                    |
| 1990                                                     | 1990                                                     |                                                          | 9 263                                                    | 9 263                                                    |
| 1995                                                     | 1995                                                     |                                                          | 9 139                                                    | 9 139                                                    |
| 2000                                                     | 2000                                                     |                                                          | 8 932                                                    | 8 932                                                    |
| 2005                                                     | 2005                                                     |                                                          | 9 080                                                    | 9 080                                                    |
| 2010                                                     | 2010                                                     |                                                          | 9 103                                                    | 9 103                                                    |
| Джерело: SCB                                             |                                                          |                                                          |                                                          |                                                          |

## Населені пункти
Комуні підпорядковано 4 міських поселень (tätort) та низка сільських, більші з яких:
- Скутшер (Skutskär)
- Марма (Marma)
- Ґордшер (Gårdskär)
- Ельвкарлебю (Älvkarleby)

## Галерея

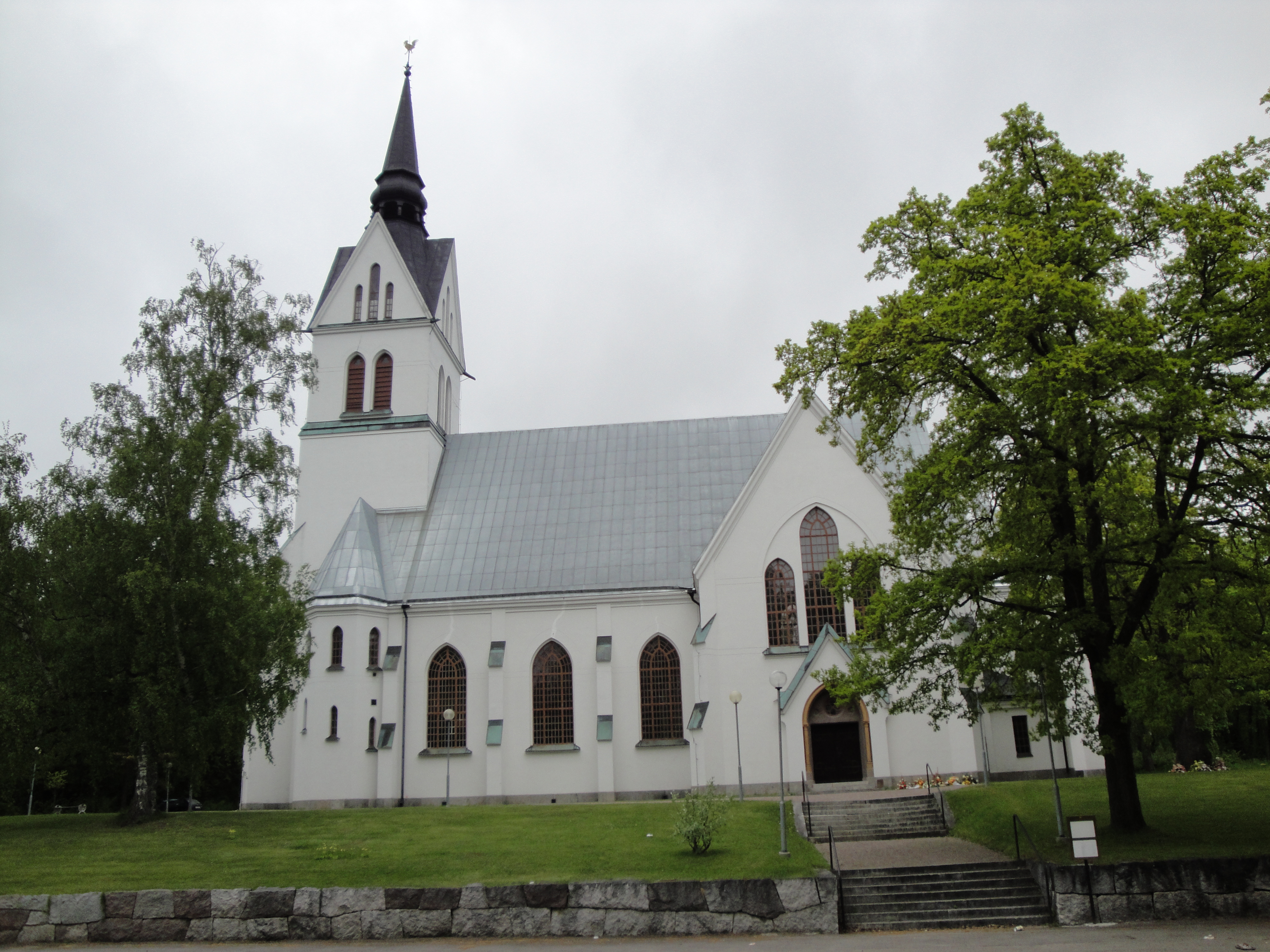
Церква (Скутшер)
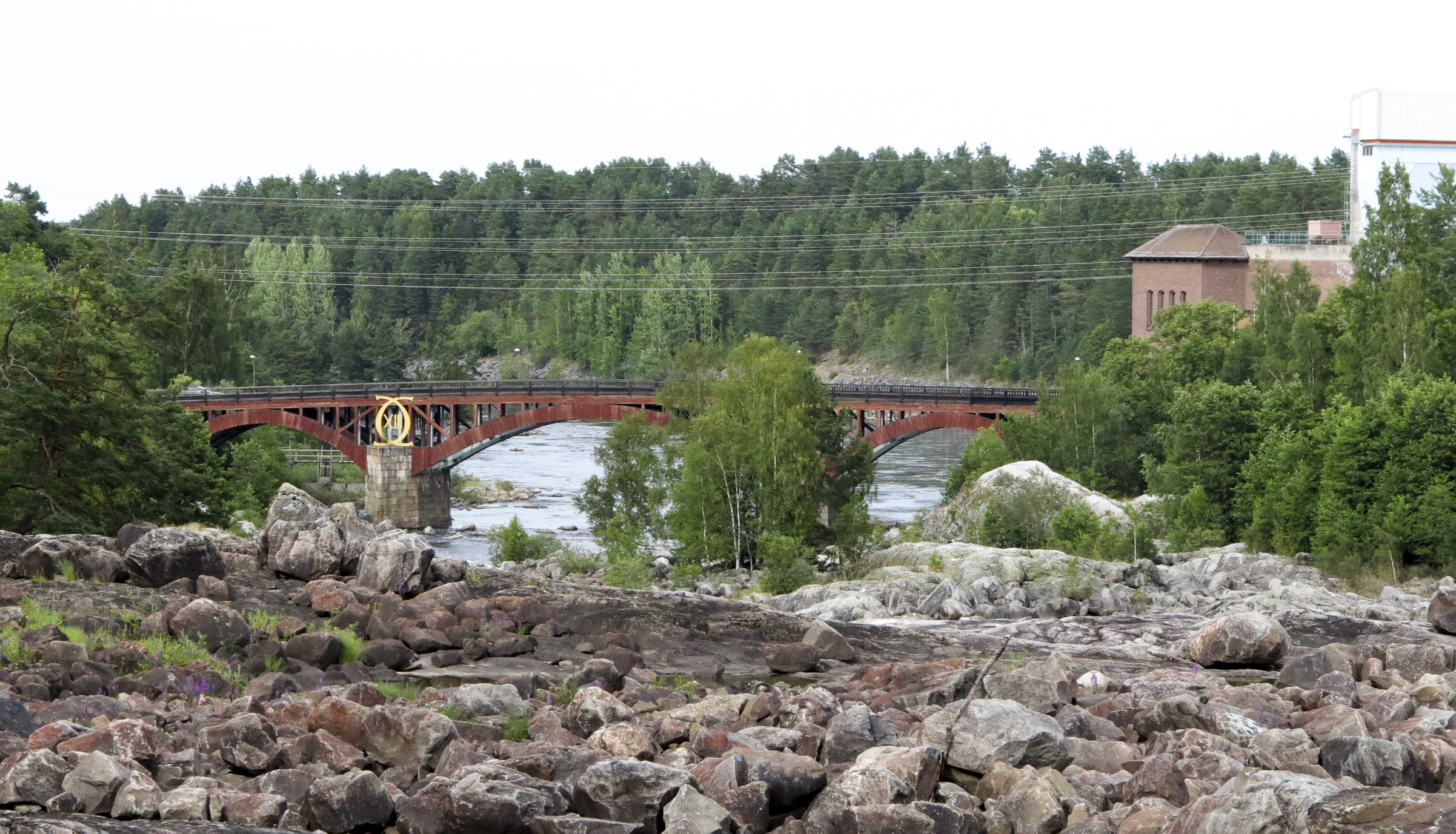
Міст Карла ХІІІ
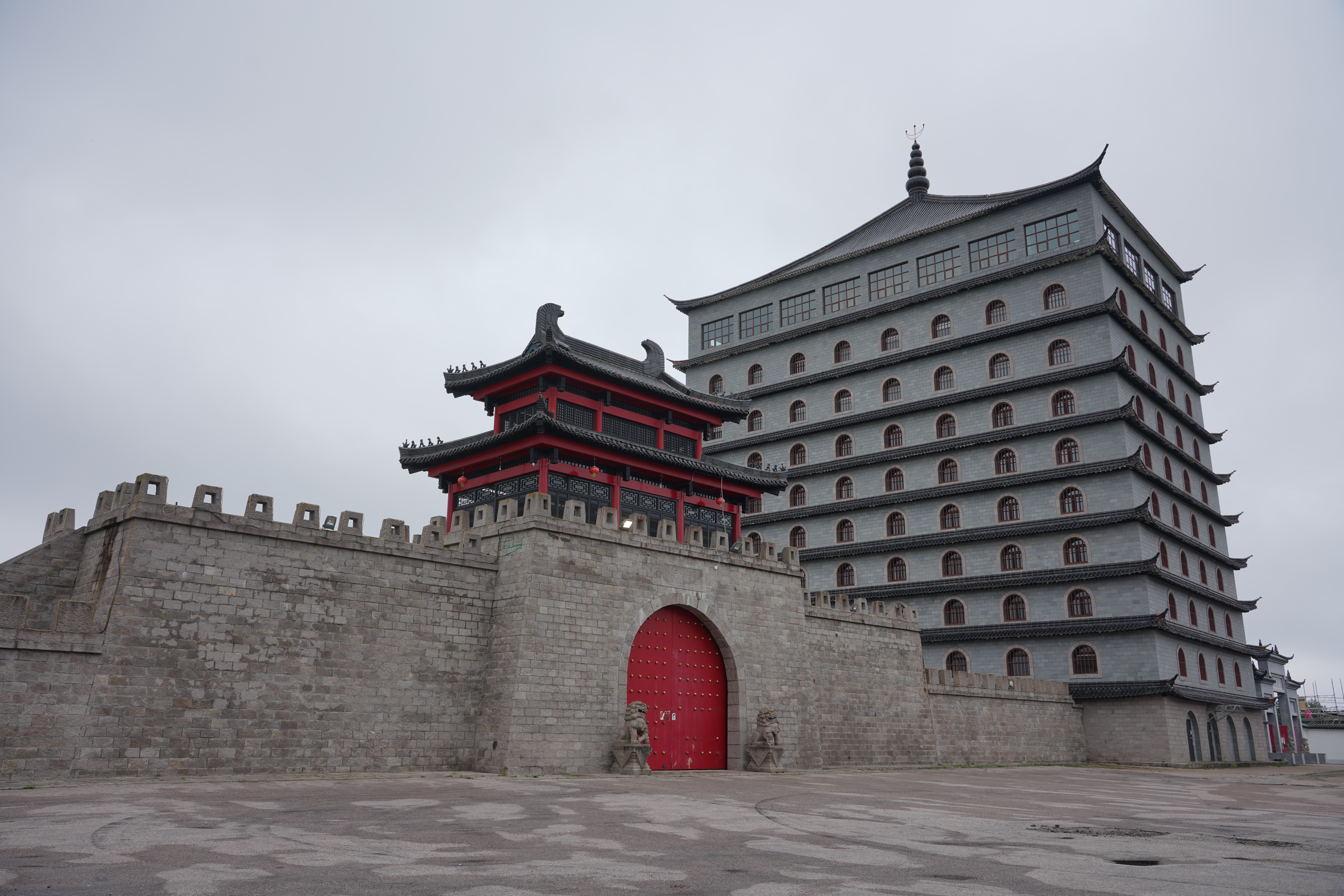
«Ворота дракона» в Ельвкарлебю

## Виноски
1. ↑  Andersson P. Sveriges kommunindelning 1863-1993 — Mjölby: Draking, 1993. — 132 с. — ISBN 978-91-87784-05-7
2. ↑  Kommunstyrelsen — Ельвкарлебю (комуна).
3. ↑  Folkmangd i riket, lan och kommuner (шв.) . Центральне бюро статистики Швеції. Архів оригіналу за 20 серпня 2013. Процитовано 4 лютого 2013.